# دریاچه گاردا

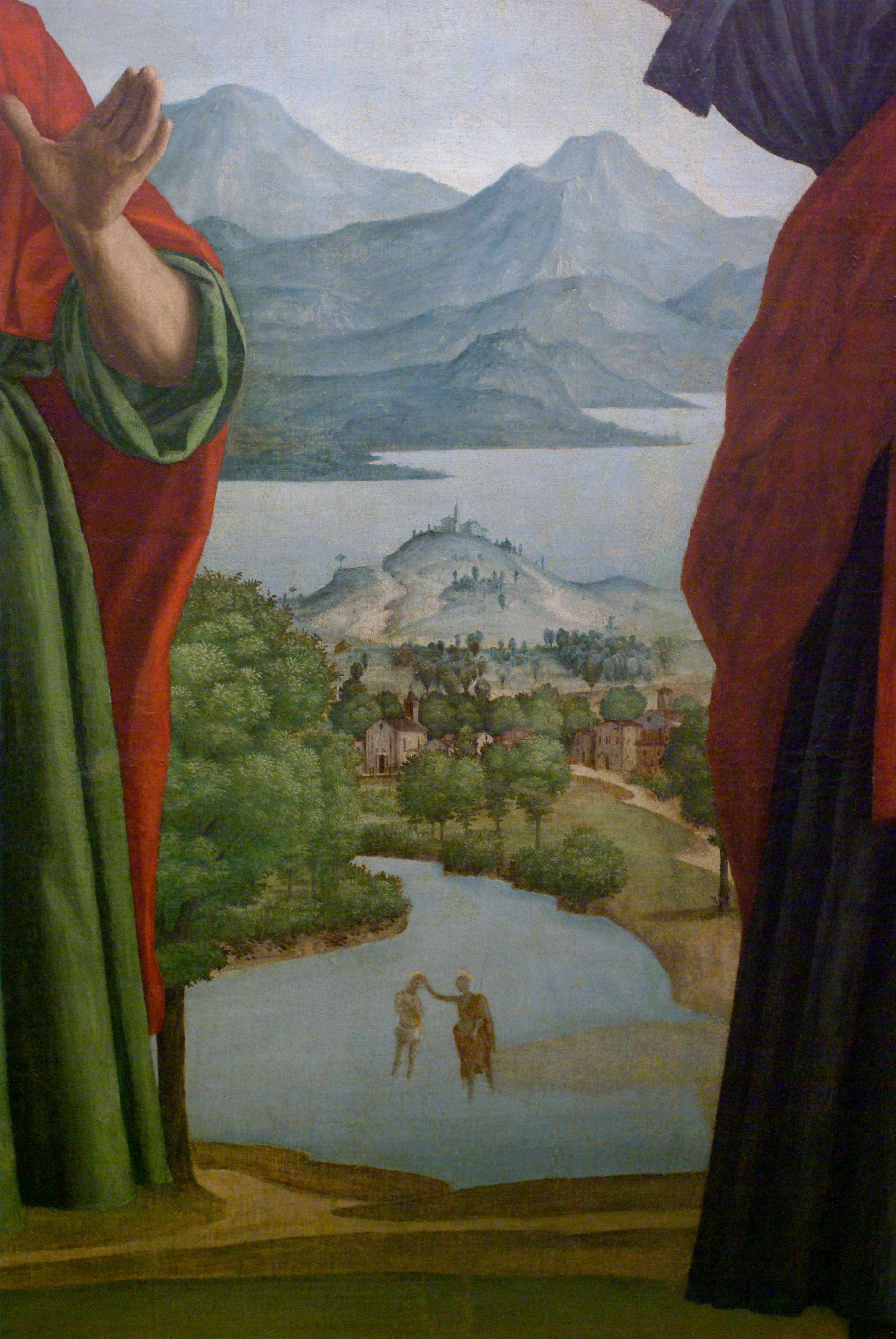
View of south lake near Peschiera del Garda (Verona, Italy) (probably with Lake Frassino or River Mincio), up the panting mountains of side Brescia (Italy), painted start to 1533 by Girolamo dai Libri.

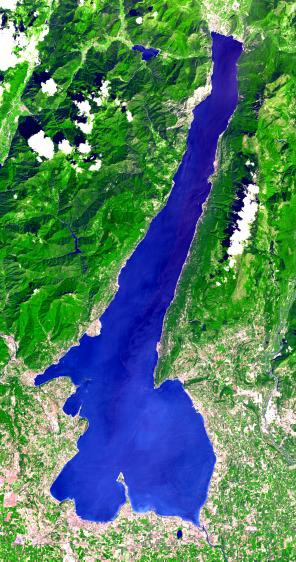
تصویر ماهواره‌ای دریاچه گاردا

دریاچه گاردا (به ایتالیایی: Lago di Garda) بزرگ‌ترین دریاچه ایتالیا است. این دریاچه در شمال ایتالیا در حدود نیمه راه بین ونیز و میلان قرار دارد.

## نگارخانه

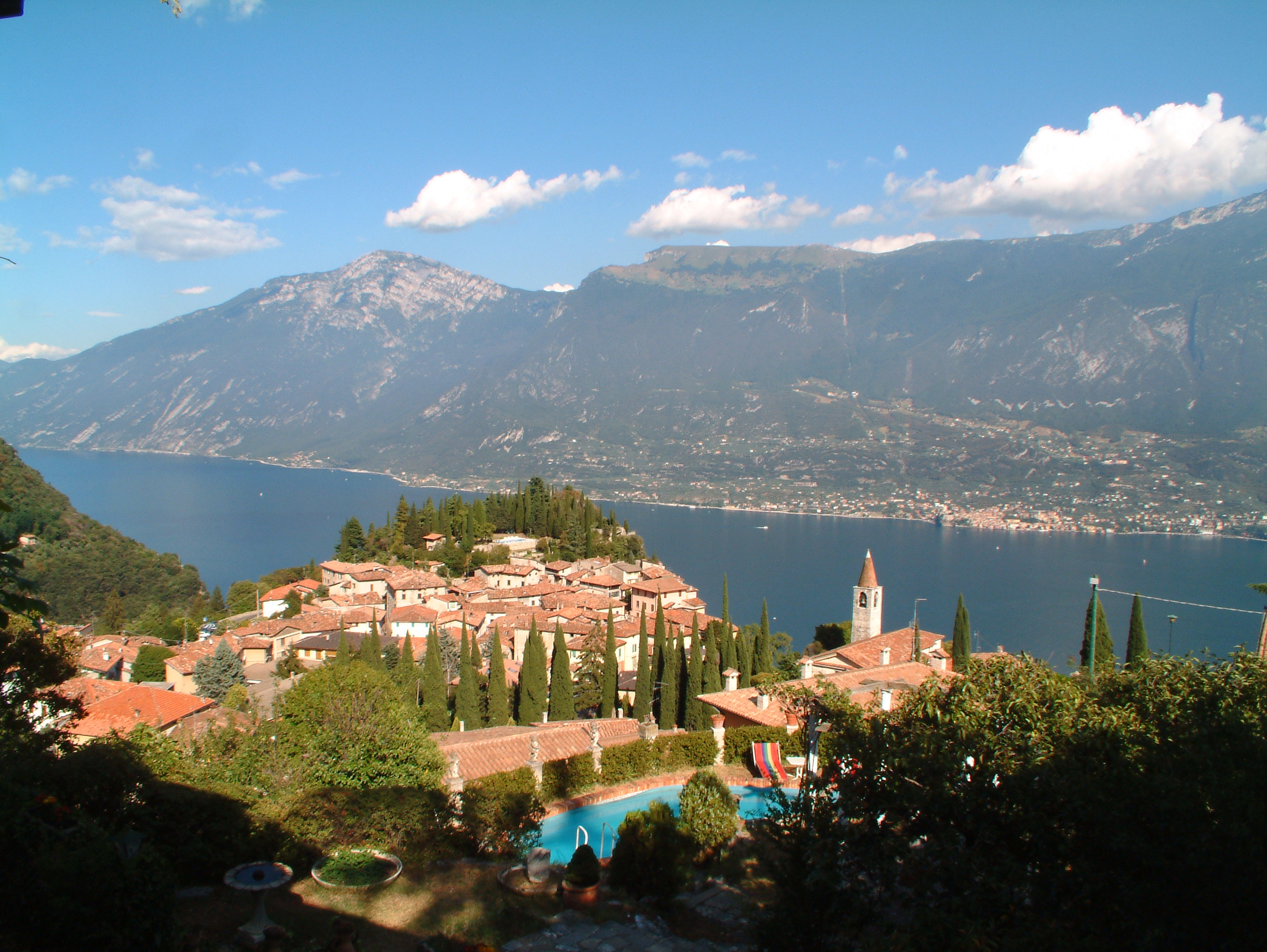
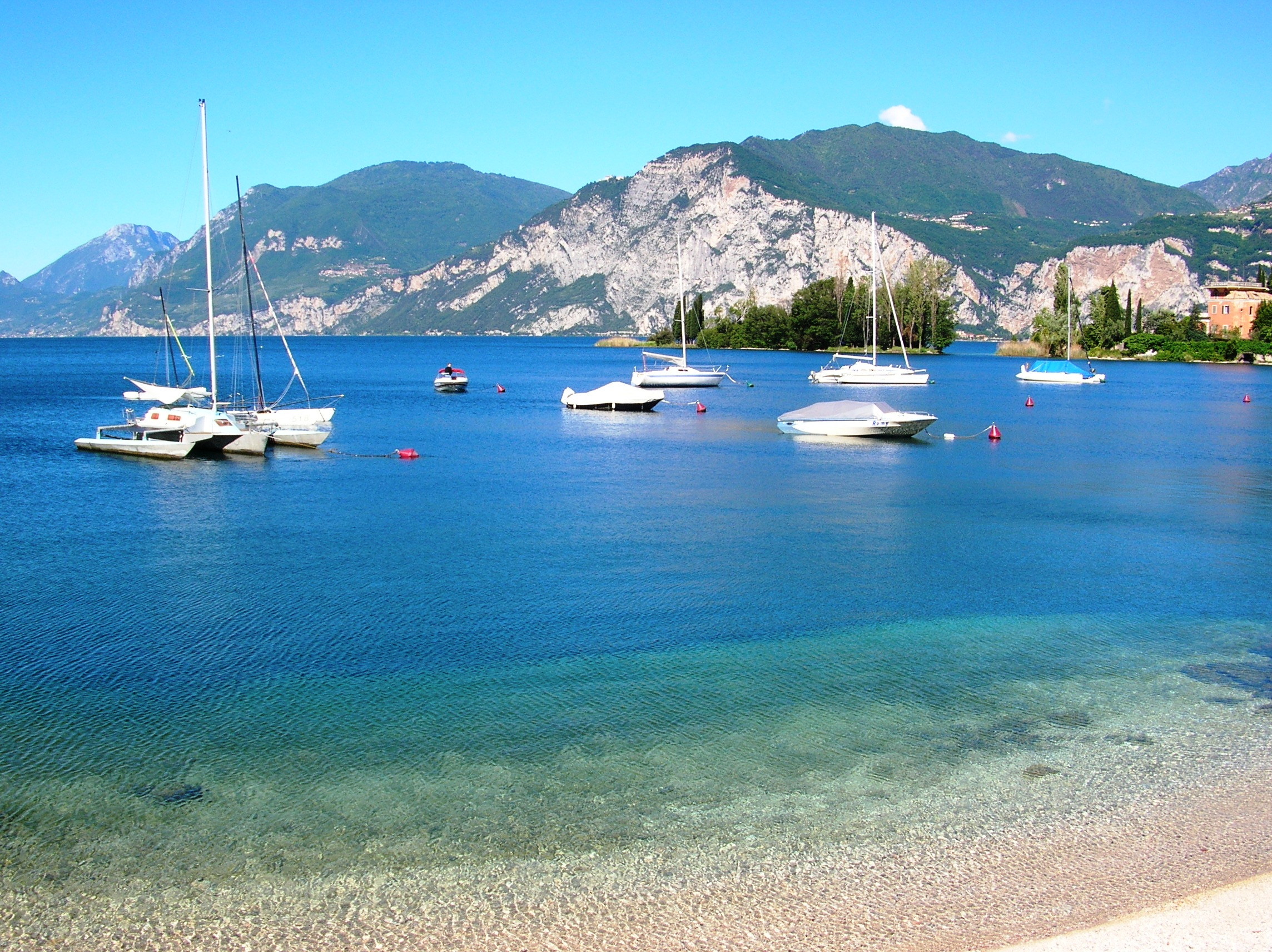
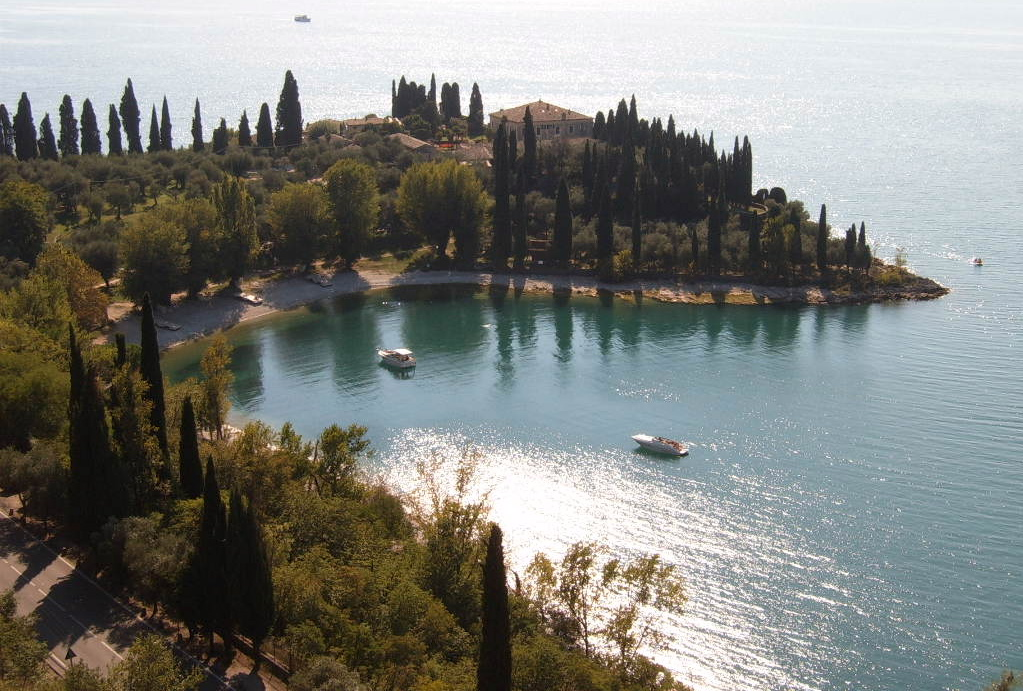
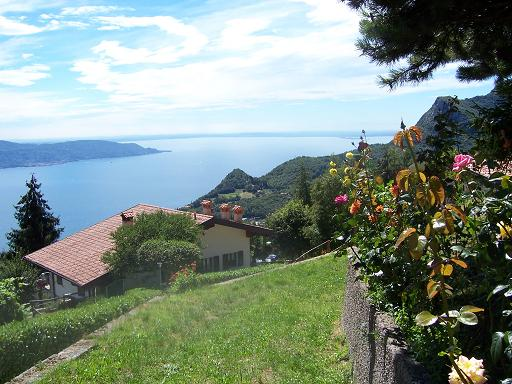
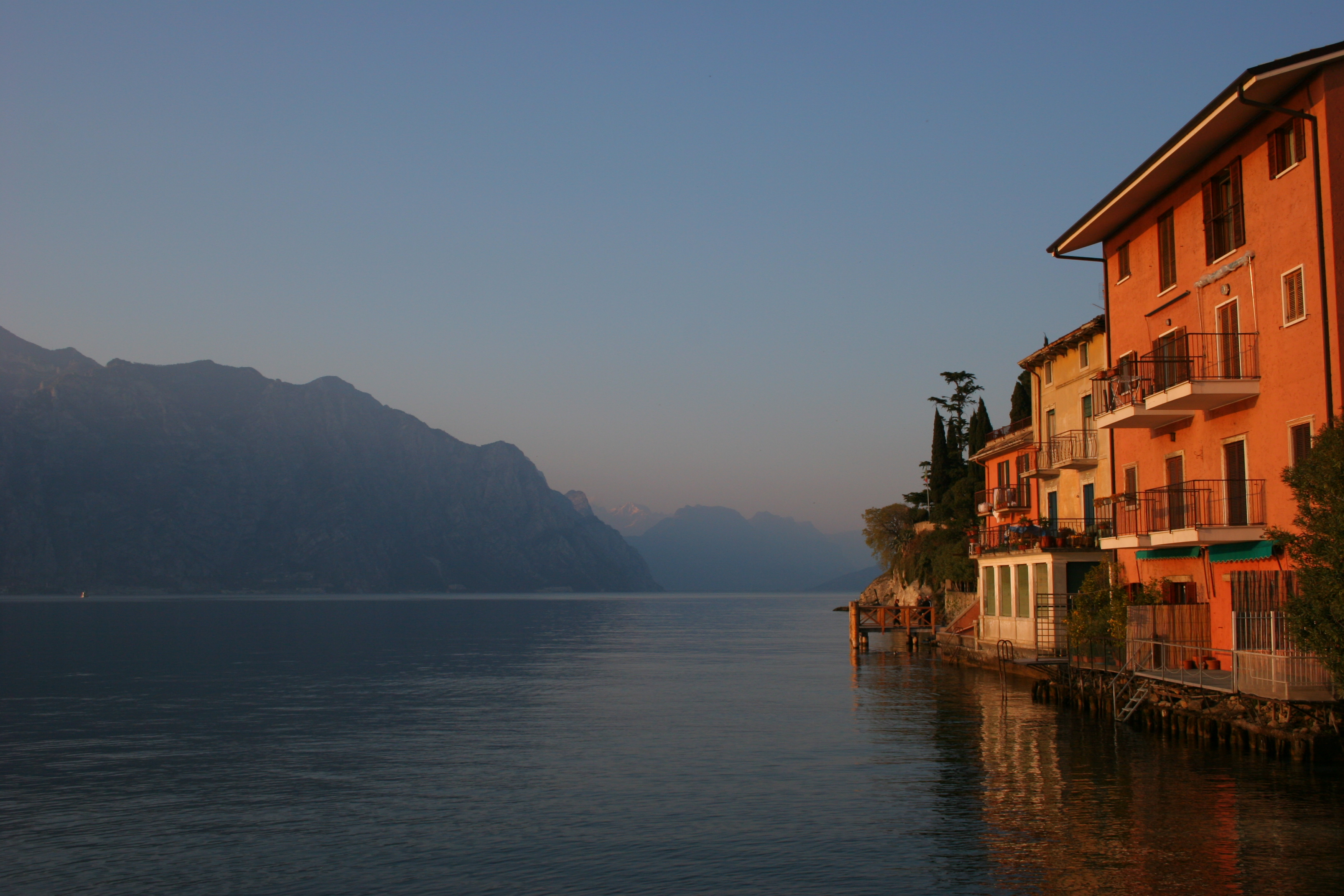
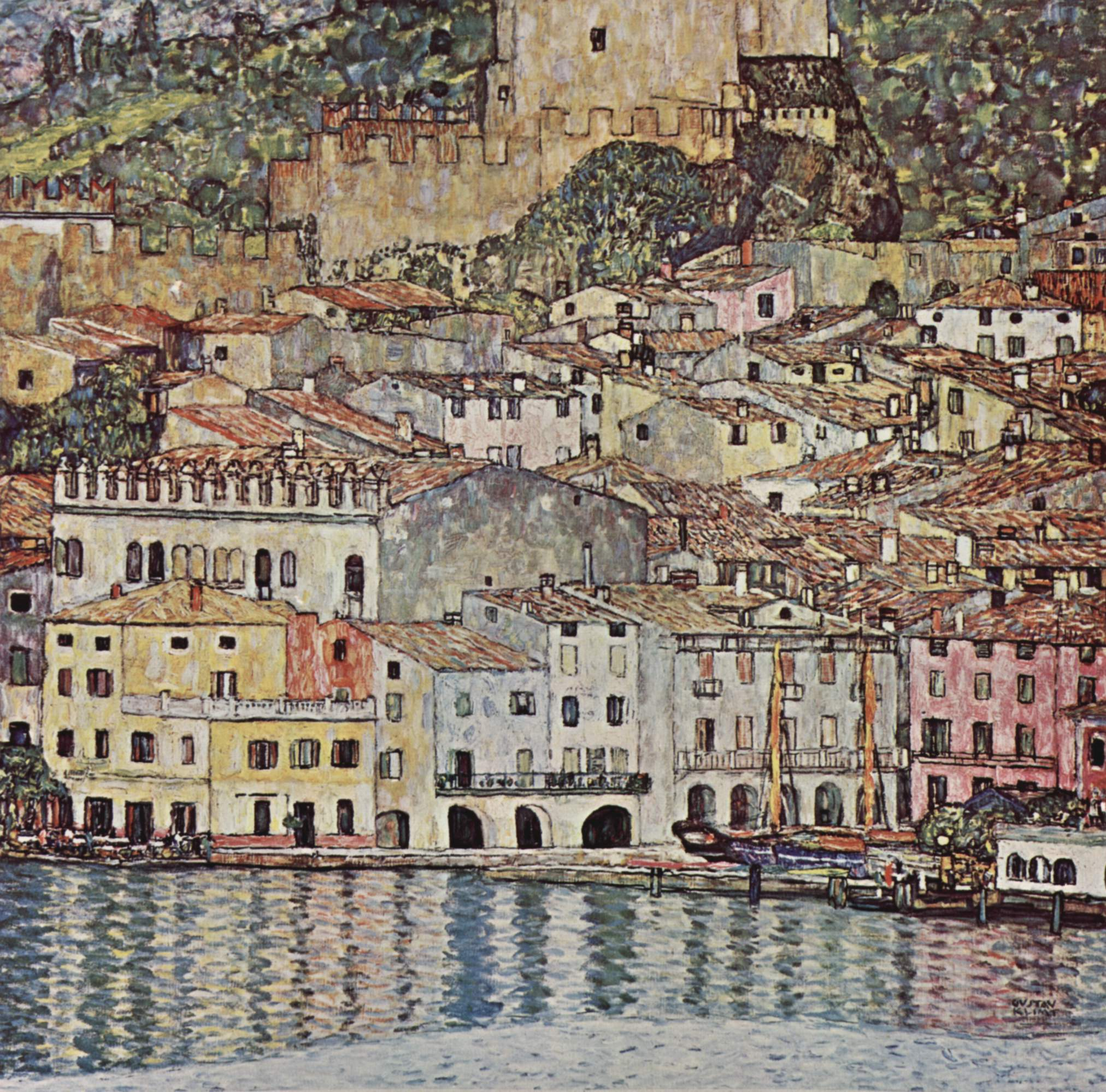
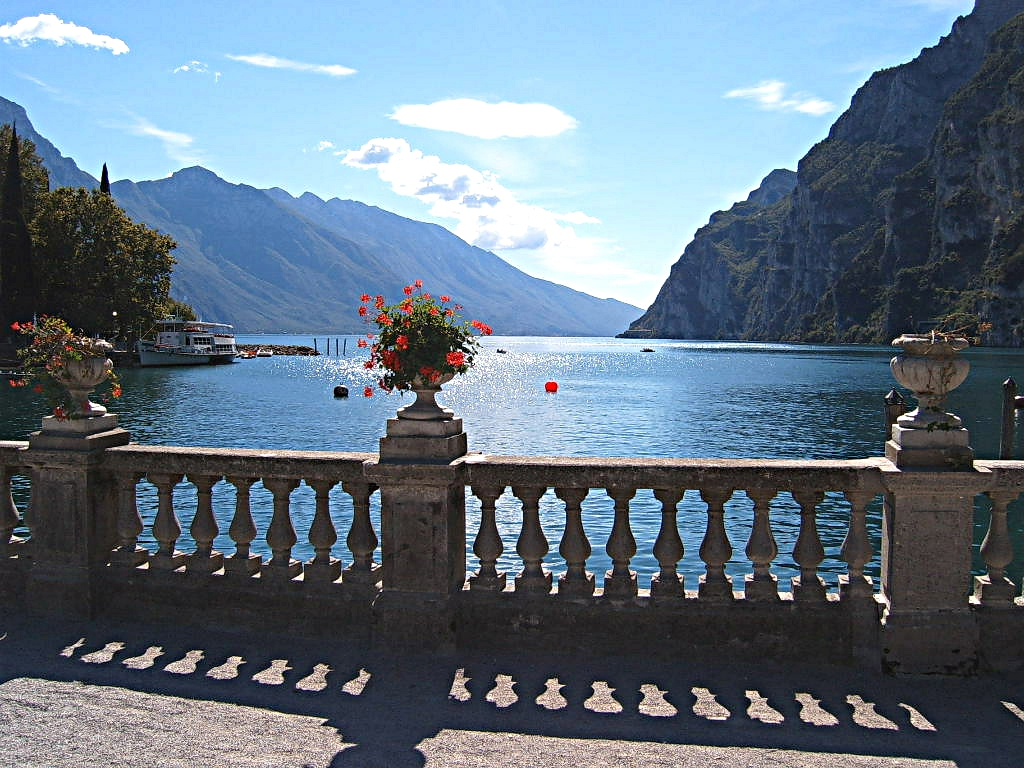
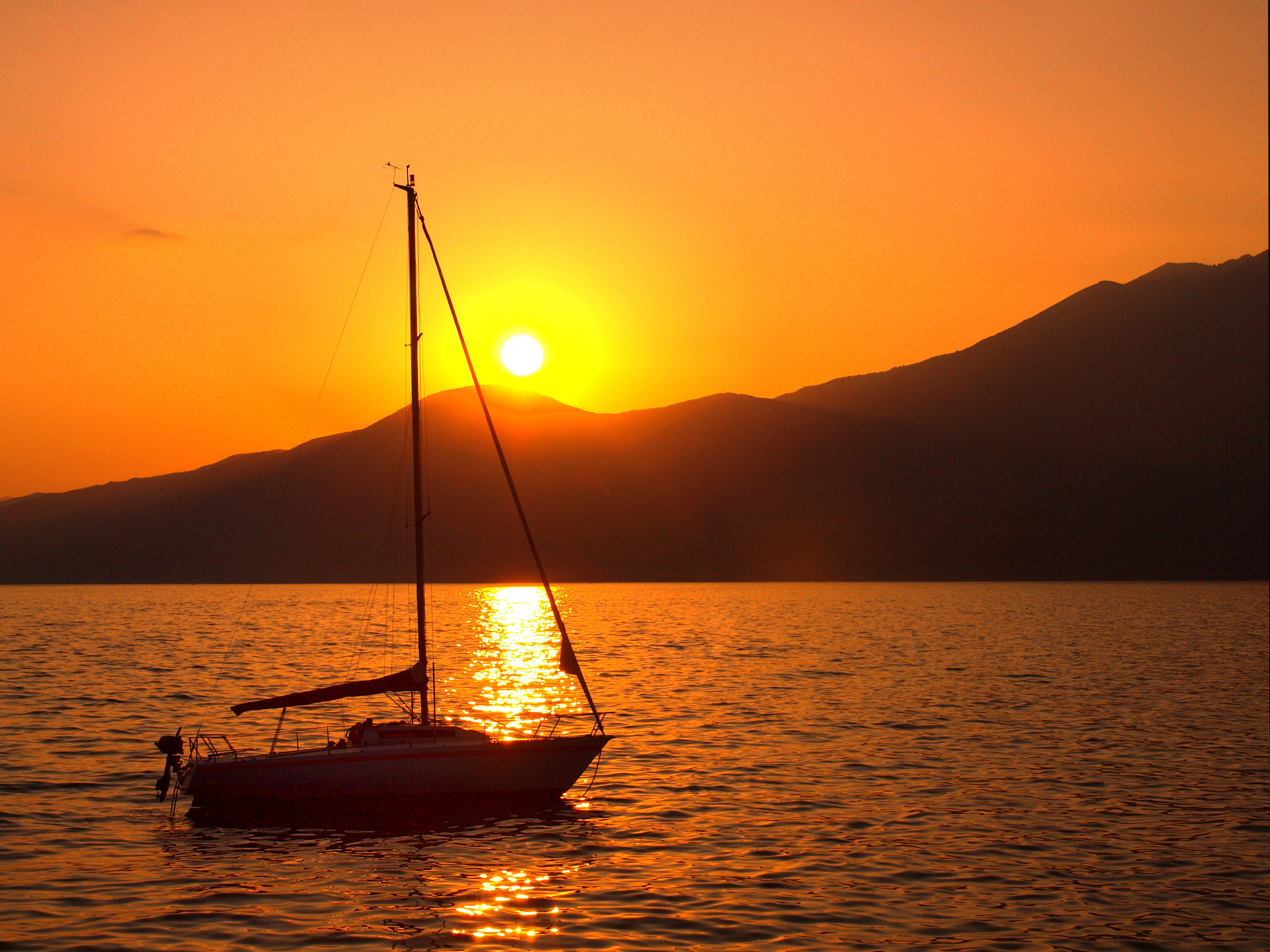
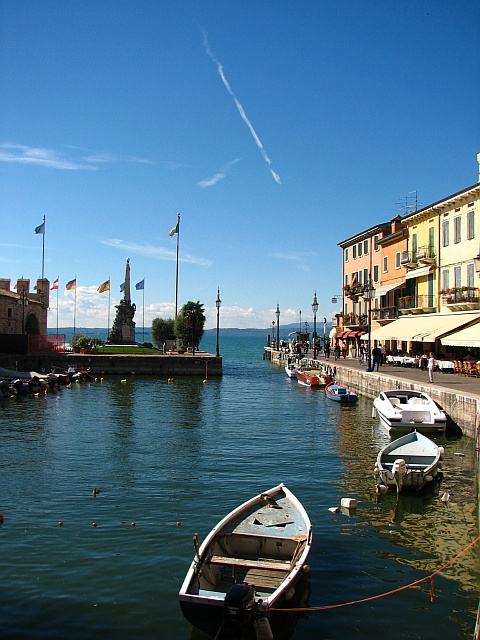
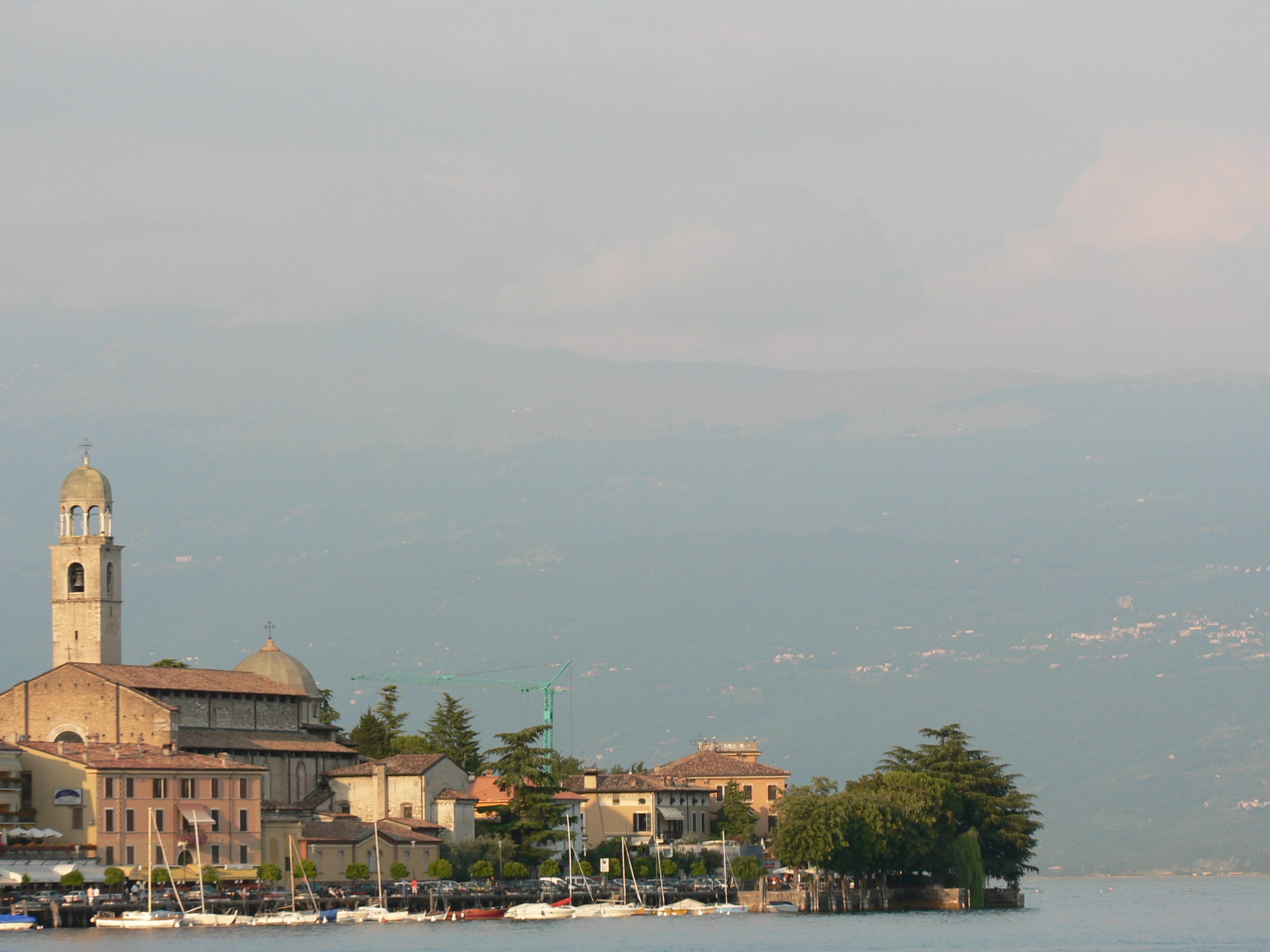
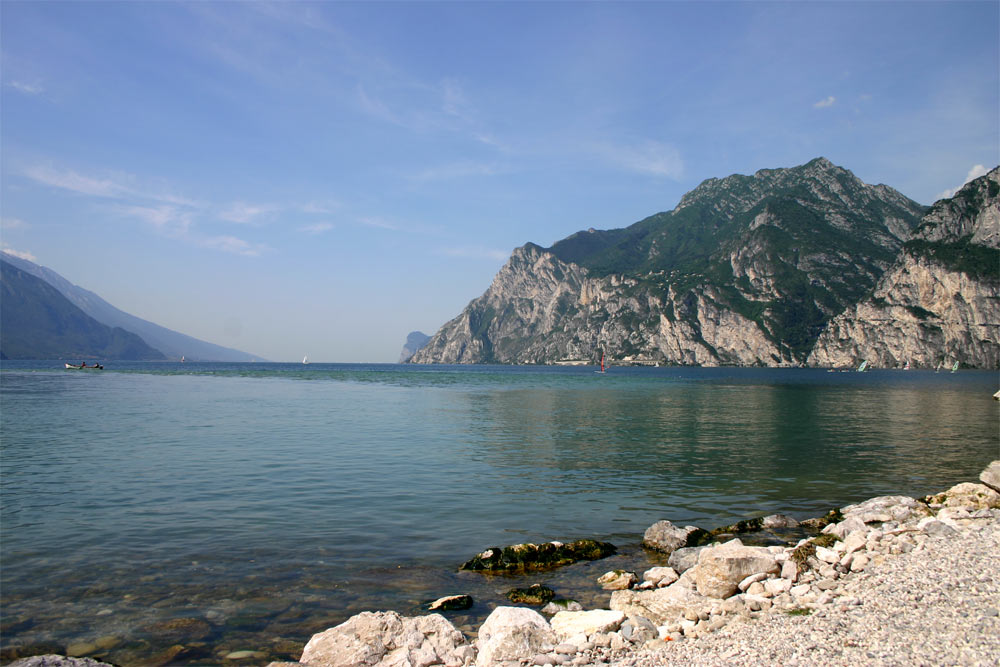
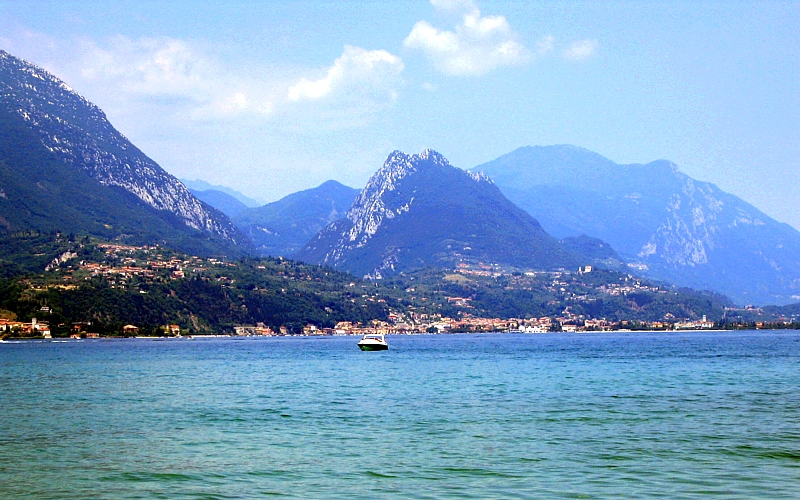
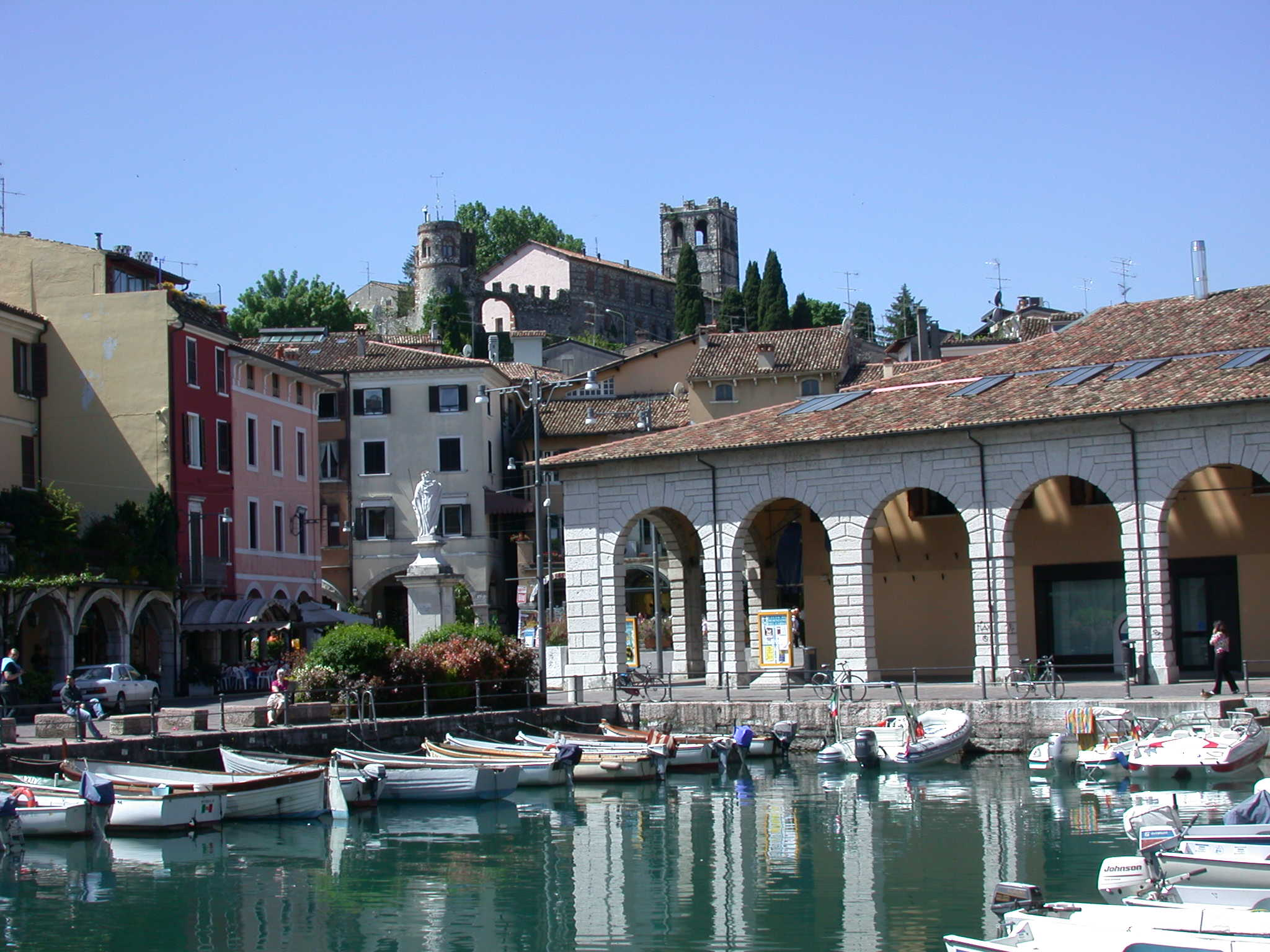